# Lina Romay
 (février 2021).
Si vous disposez d'ouvrages ou d'articles de référence ou si vous connaissez des sites web de qualité traitant du thème abordé ici, merci de compléter l'article en donnant les références utiles à sa vérifiabilité et en les liant à la section « Notes et références ».
Ne doit pas être confondue avec la chanteuse et actrice américaine Lina Romay (1919-2010)
Pour les articles homonymes, voir Romay.
Lina Romay (née Rosa María Almirall Martínez) est une actrice espagnole, née le 25 juin 1954 à Barcelone et morte le 15 février 2012 à Malaga. Elle est connue pour sa longue collaboration avec le réalisateur Jesús Franco, étant l'une de ses actrices fétiches. Elle a aussi utilisé les pseudonymes Candy Coster et Lulú Laverne.

## Biographie
Lina Romay est née à Barcelone en 1954. Après des études d'art dramatique, elle se marie avec le photographe Raymond Hardy, avant de faire la rencontre du réalisateur Jesús Franco, dont elle devient la compagne, et – bien qu'elle s'en défende – sa nouvelle égérie après le décès accidentel de l'actrice Soledad Miranda en 1972. De La Comtesse noire (1974) à Paula-Paula (2010), elle apparaît dans un grand nombre de ses films.
Elle prend le nom de Lina Romay, en hommage à l'actrice et chanteuse américano-mexicaine Lina Romay.
Elle a également participé à quelques films d'autres cinéastes (Erwin C. Dietrich, Carlos Aured, etc.). Elle a apporté sa participation technique à quelques films de Jesús Franco : montage de bandes-annonces et de certains films, collaboration au scénario.
Parmi ses nombreux rôles, on peut citer son personnage de comtesse vampire dans La Comtesse noire, puis les films Les Possédées du diable (Lorna, the Exorcist) (1974), Jack l'Éventreur (1976), Greta, la tortionnaire (1977), L'Éventreur de Notre-Dame (1979), Mondo cannibale (1980), La Chute de la maison Usher (1982), Les Prédateurs de la nuit (1988), Mari-Cookie and the Killer Tarantula in 8 Legs to Love You (1998), Lust for Frankenstein (1998), Incubus (2002), etc.
Très impliquée, Lina Romay n'hésite pas dans certains films à se dévêtir et à jouer des scènes lesbiennes ou de sexe non simulées.
Elle est parfois créditée aux génériques de films sous d'autres pseudonymes, tels que Candy Coster ou Lulu Laverne.

### Vie privée et mort
En 2008, après une relation de plus de 35 ans, Lina Romay et Jesús Franco se marient à Malaga, ville où elle meurt quatre ans plus tard d'un cancer foudroyant.

## Filmographie

### Cinéma
- 1972 : Quartier de femmes (Los amantes de la isla del diablo) de Jesús Franco (non créditée)
- 1973 : Relax Baby - film inachevé
- 1973 : Les Expériences érotiques de Frankenstein (La maldicion de Frankenstein) : La bohémienne
- 1973 : Los ojos siniestros del doctor Orloff (The Sinister Eyes of Dr. Orloff) : La petite amie de Davey Brown
- 1973 : La Comtesse perverse (The Countess Perverse) : Silvia Aguado
- 1973 : Le Miroir obscène (Al otro lado del espejo) de Jesús Franco : Marie Madeleine Whitman
- 1973 : Maciste contre la reine des Amazones (The Lustful Amazons) : Yuka, l'amazone jalouse
- 1973 : Les Gloutonnes (Les Exploits érotiques de Maciste dans l'Atlantide) : Bianca
- 1974 : La noche de los asesinos (Night of the Assassins) : Rita Derian
- 1974 : Plaisir à trois de Jesús Franco : Adèle
- 1974 : Des Frissons sur la peau (Tender and Perverse Emanuelle) : Greta Douglas
- 1974 : Kiss Me Killer : Moira Ray
- 1974 : Les Nuits brûlantes de Linda (The Hot Nights of Linda) : Olivia Steiner
- 1974 : La Comtesse noire (Female Vampire) : Comtesse Irina Karlstein
- 1974 : Exorcisme (Exorcismes et messes noires) : Anne
- 1974 : Célestine, bonne à tout faire (Celestine, Maid at Your Service) : Célestine
- 1974 : Les Possédées du diable (Lorna, the Exorcist) : Linda Mariel
- 1975 : L'Homme le plus sexy du monde (Le Jouisseur) : Loulou Laverne
- 1975 : Les Chatouilleuses (Les Nonnes en folie) : Loulou
- 1975 : Les Grandes emmerdeuses : Pina
- 1975 : Shining Sex : Cynthia
- 1975 : Midnight Party : Sylvia
- 1975 : Rolls Royce Baby : Lisa Romay
- 1975 : Les putains de la ville basse (Downtown - Die nackten Puppen der Unterwelt) : Cynthia
- 1976 : Les Gardiennes du pénitencier (Frauengefängnis) de Jesús Franco : Maria da Guerra
- 1976 : Des diamants pour l'enfer (Frauengefängnis 3) de Jesús Franco : Shirley Fields
- 1976 : Le Portrait de Doriana Gray : Doriana Grey/sœur jumelle de Doriana
- 1976 : Jack l'Éventreur (Der dirnenmörder von London) : Marika Stevenson
- 1976 : Die Sklavinnen (Slaves) : Madame Arminda
- 1976 : Greta, la tortionnaire (Wanda, the Wicked Warden) : Juana
- 1977 : Frauen ohne Unschuld (Wicked Women) : Margarita
- 1978 : Cocktail spécial : Martine
- 1979 : Justine (De Sade's Juliette) : Justine
- 1979 : L'Éventreur de Notre-Dame (El Sádico de Notre-Dame)
- 1980 : Symphonie érotique : Martine de Bressac
- 1980 : Deux espionnes avec un petit slip à fleurs (Ópalo de fuego : Mercaderes del sexo) : Cécile
- 1980 : Mondo cannibale (La Deesse des barbares) : Ana
- 1980 : Eugenie, Historia de una Perversion (Wicked Memoirs of Eugenie) : Sultana
- 1981 : Cécilia (Aberraciones sexuales de una Mujer casada) :
- 1981 : Les Filles de Copacabana : Lia
- 1981 : El fontanero, su mujer, y otras cosas de meter : Julia
- 1981 : La chica de las bragas transparentes : Suzy
- 1981 : El sexo está loco :
- 1982 : L'Abîme des morts vivants (La tumba de los muertos viventes)
- 1982 : Mi conejo es el mejor : Elisa
- 1982 : Macumba Sexual : Alice Brooks
- 1982 : La Chute de la maison Usher : Helen, la gardienne de la maison
- 1983 : Gemidos de placer : Julia
- 1983 : La noche de los sexos abiertos : Moira
- 1983 : Sangre en mis zapatos (Blood on My Shoes) : Paquita la fina
- 1983 : Les Diamants du Kilimandjaro : Hermine
- 1983 : Lilian : Irina
- 1983 : Mil sexos tiene la noche (Night of 1000 Sexes) : Irina
- 1983 : Sola ante el terror (Alone Against Terror) : Melissa
- 1984 : Las chicas del tanga : Lola Clavijo
- 1984 : Bahía blanca : Maria
- 1985 : La mansión de los muertos vivientes : Candy
- 1985 : Bangok, cita con la muerte : Amania
- 1985 : La sombra del judoka contra el doctor Wong : Maggie
- 1985 : El ojete de Lulu : Lulu
- 1986 : Orgasmo perverso (Fury in the Tropics) : Marga
- 1986 : La chica de los labios rojos : Terry Morgan
- 1986 : Las ultimas de Filipinas : Cecilia Muro
- 1986 : Les Amazones du temple d'or : Une amazone
- 1987 : Esclavas del crimen : Suee
- 1988 : Les Prédateurs de la nuit (Faceless) : Mme Orloff
- 1989 : Esmeralda Bay (La bahia esmeralda) : Hotelier
- 1993 : Jungle of Fear
- 1994 : Ciudad Baja (Dowtown Heat) : Melissa
- 1997 : Tender Flesh : Mme Radeck
- 1998 : Lust for Frankenstein : Moira Frankenstein
- 1998 : Mari-Cookie and the Killer Tarantula in 8 Legs to Love You : Mari Cookie / Tarantula
- 1999 : Dr. Wong's Virtual Hell : Nelly Smith / Tsai Ming
- 1999 : Red Silk : Gina
- 1999 : Vampire Blues : Marga, the Gipsy
- 1999 : Broken Dolls : Tona
- 2000 : Blind Target : Tora
- 2001 : Vampire Junction : Mados
- 2002 : Killer Barbies vs Dracula : Irina Von Karstein
- 2002 : Incubus : Rosa Harker
- 2003 : Rossa Venezia
- 2005 : Flores de perversión : Mme Villeblanche
- 2005 : Snakewoman : Dr. Van Helsing
- 2007 : The Prison Island Massacre (Angel of Death 2) : Mme Steel
- 2010 : Paula-Paula : Alma Pereira